# 巴特洛本施泰因
巴特洛本施泰因（德語：Bad Lobenstein，發音：[baːt ˈloːbn̩ˌʃtaɪn] ⓘ）是德国图林根州萨勒-奥拉县的城市，面积48.92平方千米，2023年12月31日人口为5,663人。